# Nicolas Malebranche
Nicolas Malebranche (6 tháng 8 năm 1638 – 13 tháng 10 năm 1715) là tu sĩ và nhà triết học người Pháp. Ông chịu ảnh hưởng rất lớn từ triết học của René Descartes.

## Tiểu sử
Nicolas Malebranche sinh ra tại Paris trong một gia đình mà cha là bí thư của Hoàng đế Louis XIII của Pháp, còn mẹ là chị của phó vương Canada. Ông là con út trong nhà. Từ nhỏ, Malebranche là người dị dạng và yếu đuối. Đây là lý do vì sao ông học tiểu học với gia sư và chỉ rời khỏi nhà khi chuẩn học môn triết học tại Cao đẳng Marche. Sau đó, Nicolas Malbranche nghiên cứu thần học tại Sorbonne và ông có nhận một số chức vụ tôn giáo. Tuy vậy, những nghiên cứu về triết học đã khiến ông bỏ một chức vị tại Nhà thờ Đức Bà Paris. Vào năm 1690, Malebranche gia nhập Oratoire de France.. Năm 1699, ông là tiến sĩ danh dự của Viện Hàn lâm Khoa học Pháp. Malebranche qua đời tại Paris. Nguyên nhân của cái chết này được cho là do cuộc tranh cãi căng thẳng về triết học với mục sư , nhà triết học người Ireland George Berkeley.

## Sự nghiệp triết học

### Đôi nét khái quát
Nói về sự nghiệp triết học của ông, ta có thể nói rằng chịu ảnh hưởng từ Descartes và mang tư tưởng duy tâm là những điểm nổi bật nhất. Tuy nhiên, Malebranche chưa hề đến với bất kỳ tác phẩm triết học nào của con người này trong những nghiên cứu đầu tiên của mình. Ông chủ yếu tập trung vào các nhà triết học của Hy Lạp cổ đại như Eusebius xứ Caesarea, Sokrates, Sozomen và Theodoret. Tuy nhiên, đáng tiếc là "mọi thứ không chịu tự sắp xếp trong đấu ông và chúng tự xóa bỏ lẫn nhau". Đúng lúc đó, một bước ngoặt đã xảy ra vào năm 1664, Malebranche đọc cuốn Khảo luận về con người của Descartes và ông thực sự bị chấn động bởi cuốn sách này. Malebranche có nói rằng ông không ngừng bị cưỡng bách phải bổ cuốn sách mình đang đọc với từng hồi trống ngực. Và từ đây, ảnh hưởng của Descartes mới thấm đậm vào tư tưởng của Malebranche.
Sau này, nhiều người là đối thủ của ông đã nhận thấy sự tương đồng giữa ông và nhà triết học người Hà Lan Baruch Spinoza và phê phán cả hai đều là người phiếm thần. Malebranche đã giân dữ phủ nhận điều đó và khẳng định tính chính thống Cơ đốc giáo La Mã trong các tư tưởng của mình.

### Những nghiên cứu về triết học

#### Thấu thị nơi Thượng đế
Mslebranche đồng ý với Descartes và nhiều người khác rằng những ý tưởng và biểu hiện vô hình biểu hiện trong trí tuệ rất quan trọng trong nhận thức và tri giác. Tuy nhiên, giữa Descartes và Malebranche có vài điểm khác biệt. Nếu như theo Descartes, những thứ trên được biểu hiện bằng những thực thể tinh thần hoặc những biến đổi của linh hồn thì theo Malebranche, những thứ trên lại thuộc quyền sở hữu của Thượng đế. Nếu theo ý này của Malebranche, ta có thể thấy là ý tưởng và biểu hiện vô hình là quyền năng của thần thánh. Dù theo cách nhìn của Descartes về tri thức luận, rõ ràng ở điểm này Malebranche có quan điểm gần gũi hơn với Augustine xứ Hippo. Lý thuyết này giải thích về sự nhận thức của con người về các ý niệm, nguyên lý toán học và đạo đức và yếu tố khái niệm. Có thể thấu thị nơi Thượng đế của Malbranche chịu ảnh hưởng ít nhiều bởi thuyết chống hoài nghi. 

#### Thuyết cơ hội
Một nghiên cứu triết học nữa của Malebranche cũng mang tính duy tâm, đó là thuyết cơ hội. Malebranche là người nổi tiếng nhất biện hộ cho học thuyết này. Ông cho rằng hữu thể thụ tạo hữu hạn không thể nào tạo ra nguyên nhân và chỉ có Thượng đế mới làm được việc đó. Malebranche cũng cho rằng "chúng ta nhìn thấy mọi sự nơi Thượng đế". Nói hẳn ra, ý này có nghĩa là chúng ta chỉ có sự hiểu biết khi tương tác với Thượng đế và Thượng đế là nhân tố duy nhất mới tạo ra sự thay đổi cho thế giới này.
Xuất phát từ các tư tưởng của Descartes, Malebranche có biện luận rằng thân xác và vật chất không thể là nguyên nhân thực sự của các biến cố vật chất hay trạng thái tinh thần. Theo ý ông, những thân xác mở rộng thực chất trơ ì và thụ động nên không mang trong mình bất kỳ sức mạnh nào để tạo ra và duy trì chuyển động. Ông cũng có ý kiến rằng giữa trạng thái tinh thần hay sự kiện vật lý với chuyển động thể xác kèm theo không hề có một mối quan hệ tất yếu nào. Một quan hệ tất yếu chỉ là quan hệ giữa ý chí và hệ quả của một hữu thể toàn năng. Chính vì vậy, Thượng đế quyết định tất cả.

#### Thần ly học
Malebranche có nói về thần ly học, miêu tả việc sự thiện hảo của Thượng đế hòa giải với tội ác của thế giới này như thế nào. Theo ông, Thượng đế có thể tạo thế giới hoàn hảo hơn, nhưng nếu thế thì sẽ phải đòi hỏi một sự phức tạp, trong khi đó Ngài luôn hành động đơn giản nhất có thể, thế nên thế giới mới không hoàn mỹ. Nếu thế, Ngài sẽ phải dùng quyền uy của mình để ngăn chặn tội ác. Tuy nhiên, Thượng đế sẽ không làm như vậy vì nếu làm vậy, sự đơn giản trong Ngài sẽ bị tổn hại. Vì vậy, sự toàn vẹn của thế giới được tương đối hóa đến mức tối đa cho phù hợp với các quy luật tự nhiên do Ngài sáng tạo ra. Và điều đó sẽ giúp thế giới tiến tới gần bản chất của Thượng đế nhất.
Với những nghiên cứu trên, Malebranche đã mở rộng vấn đề qua việc giải thích tại sao lại có sự bất công trong việc phân chia ân sủng cho nhân loại.

#### Những nghiên cứu khác
Malebranche còn có những nghiên cứu như sau:
- Ủng hộ thuyết nhân quả báo hiệu.
- Sửa đổi những tư tưởng về vật lý học của Descartes, đáng chú ý nhất là mô tả tính trơ cứng của cơ thể và quy luật chuyển động.

### Ảnh hưởng
- Đối tượng nghiên cứu thấu thị nơi Thượng đế là mục tiêu cho những sự chỉ trích của những người vô thần như John Locke, Antoine Arnauld hay Simon Foucher.
- Tư tưởng về thuyết cơ hội của Malebranche có ảnh hưởng rất lớn đến George Berkeley.
- Việc thuyết nhân quả báo hiệu được sự ủng hộ của Malebranche cũng có tác động đến những lập luận về tiến trình nhân quả và phép quy nạp của David Hume.
- Lời giải thích về sự bất công trong phần chia ân sủng cho nhân loại của Malebranche đã khiến Arnauld kích động và kéo chính Malebranche vào cuộc tranh cãi kéo dài đến cuối thế kỷ XVII.

### Các tác phẩm
Các tác phẩm triết học nổi tiếng nhất của Malebranche là:
- Đi tìm chân lý
- Đối thoại về siêu hình học
- Khảo luận về tự nhiện